# Vanxains
Vanxains [vɑ̃ksɛ̃] est une commune française située dans le département de la Dordogne, en région Nouvelle-Aquitaine.

## Géographie

### Généralités
Dans le quart nord-ouest du département de la Dordogne, la commune de Vanxains est située en Ribéracois. C'est une commune rurale qui fait partie de l'aire d'attraction de Ribérac, zonage d’étude défini par l'Insee, qui a remplacé en 2020 l'aire urbaine de Ribérac qui n'incluait pas la commune. Elle est limitée au sud par la Rizonne qui la sépare de La Jemaye sur plus de six kilomètres.
Le petit bourg de Vanxains, situé en distances orthodromiques cinq kilomètres au sud-ouest de Ribérac et douze kilomètres à l'est de Saint-Aulaye, est établi sur la route départementale (RD) 708. Coupant celle-ci à 500 mètres au nord du bourg, la RD 43 traverse latéralement la commune dans le sens sud-est/nord-ouest. Encore plus au nord, on trouve entre Festalemps et Ribérac la RD 5 alors qu'à l'extrême-nord, entre Ribérac et Bourg-du-Bost, la RD 20 fait une brève incursion de moins d'un kilomètre sur le territoire communal.
L'aérodrome de Ribérac-Tourette est implanté dans le nord-ouest de la commune, au lieu-dit Tourette.

### Communes limitrophes
Vanxains est limitrophe de huit autres communes. Au nord-est, son territoire est distant de moins de 600 mètres de celui d'Allemans.
| Bourg-du-Bost, Chassaignes | Comberanche-et-Épeluche | Ribérac                 |
| Saint Privat en Périgord   | Vanxains                | Saint-Martin-de-Ribérac |
|                            | La Jemaye-Ponteyraud    | Siorac-de-Ribérac       |

### Géologie et relief

#### Géologie
Situé sur la plaque nord du Bassin aquitain et bordé à son extrémité nord-est par une frange du Massif central, le département de la Dordogne présente une grande diversité géologique. Les terrains sont disposés en profondeur en strates régulières, témoins d'une sédimentation sur cette ancienne plate-forme marine. Le département peut ainsi être découpé sur le plan géologique en quatre gradins différenciés selon leur âge géologique. Vanxains est située dans le troisième gradin à partir du nord-est, un plateau formé de calcaires hétérogènes du Crétacé.
Les couches affleurantes sur le territoire communal sont constituées de formations superficielles du Quaternaire et de roches sédimentaires datant pour certaines du Cénozoïque, et pour d'autres du Mésozoïque. La formation la plus ancienne, notée c5c, date du Campanien 3, une alternance de marnes à glauconie et de calcaires crayo-marneux jaunâtres. La formation la plus récente, notée CFp, fait partie des formations superficielles de type colluvions indifférenciées de versant, de vallon et plateaux issues d'alluvions, molasses, altérites. Le descriptif de ces couches est détaillé dans  les feuilles « no 757 - Ribérac » et « no 781 - Montpon-Ménestérol » de la carte géologique au 1/50 000 de la France métropolitaine, et leurs notices associées,.

Carte géologique de Vanxains.

#### Relief et paysages
Le département de la Dordogne se présente comme un vaste plateau incliné du nord-est (491 m, à la forêt de Vieillecour dans le Nontronnais, à Saint-Pierre-de-Frugie) au sud-ouest (2 m à Lamothe-Montravel). L'altitude du territoire communal varie quant à elle entre 52 mètres au nord, en bordure de la Dronne qui longe la commune sur moins de 100 mètres, et 161 mètres à l'est, en forêt de la Double, au sud de la route départementale 43, au nord-ouest du lieu-dit les Sions.
Dans le cadre de la Convention européenne du paysage entrée en vigueur en France le 1er juillet 2006, renforcée par la loi du 8 août 2016 pour la reconquête de la biodiversité, de la nature et des paysages, un atlas des paysages de la Dordogne a été élaboré sous maîtrise d’ouvrage de l’État et publié en octobre 2020. Les paysages du département s'organisent en huit unités paysagères,. La commune est dans le Ribéracois, une région naturelle possédant un relief vallonné avec des altitudes moyennes comprises autour des 130-160 m, sculpté par la Dronne et ses nombreux affluents. Les paysages sont ondulés de grandes cultures dont les vastes horizons contrastent avec les paysages plus cloisonnés de la Dordogne,.
La superficie cadastrale de la commune publiée par l'Insee, qui sert de référence dans toutes les statistiques, est de 35,89 km2,,. La superficie géographique, issue de la BD Topo, composante du Référentiel à grande échelle produit par l'IGN, est quant à elle de 35,65 km2.

### Hydrographie

#### Réseau hydrographique
La commune est située dans le bassin de la Dordogne au sein du Bassin Adour-Garonne. Elle est drainée par la Dronne, la Rizonne, le ruisseau du Boulanger, le Vindou, le ruisseau de Font Clarou, le ruisseau de Vanxains et par divers petits cours d'eau, qui constituent un réseau hydrographique de 29 km de longueur totale,.
La Dronne, d'une longueur totale de 200,56 km, prend sa source dans la Haute-Vienne dans la commune de Bussière-Galant et se jette en rive droite de l'Isle — dont elle est le principal affluent — à Coutras en Gironde, au lieu-dit la Fourchée, face à la commune de Sablons,. Un de ses bras borde la commune au nord sur environ 270 mètres, face à Comberanche-et-Épeluche.
La Rizonne, d'une longueur totale de 26,73 km, prend sa source dans la commune de Saint-Vincent-de-Connezac et se jette dans la Dronne en rive gauche en limite de Saint Aulaye-Puymangou et de Bonnes, un kilomètre et demi au nord du centre bourg de Saint-Aulaye,. Elle sert de limite naturelle au sud sur six kilomètres et demi, face à La Jemaye-Ponteyraud.
Autres affluents de rive gauche de la Dronne, le ruisseau du Boulanger arrose l'est de la commune sur plus de trois kilomètres et demi dont deux kilomètres marquent la limite territoriale face à Ribérac, et le Vindou prend sa source dans le nord du territoire communal qu'il baigne sur plus de deux kilomètres.
Affluents de rive droite de la Rizonne, le ruisseau de Vanxains prend sa source au sud-est du bourg et arrose la commune sur quatre kilomètres, et le ruisseau de Font Clarou baigne le territoire communal au sud-ouest sur 850 mètres.

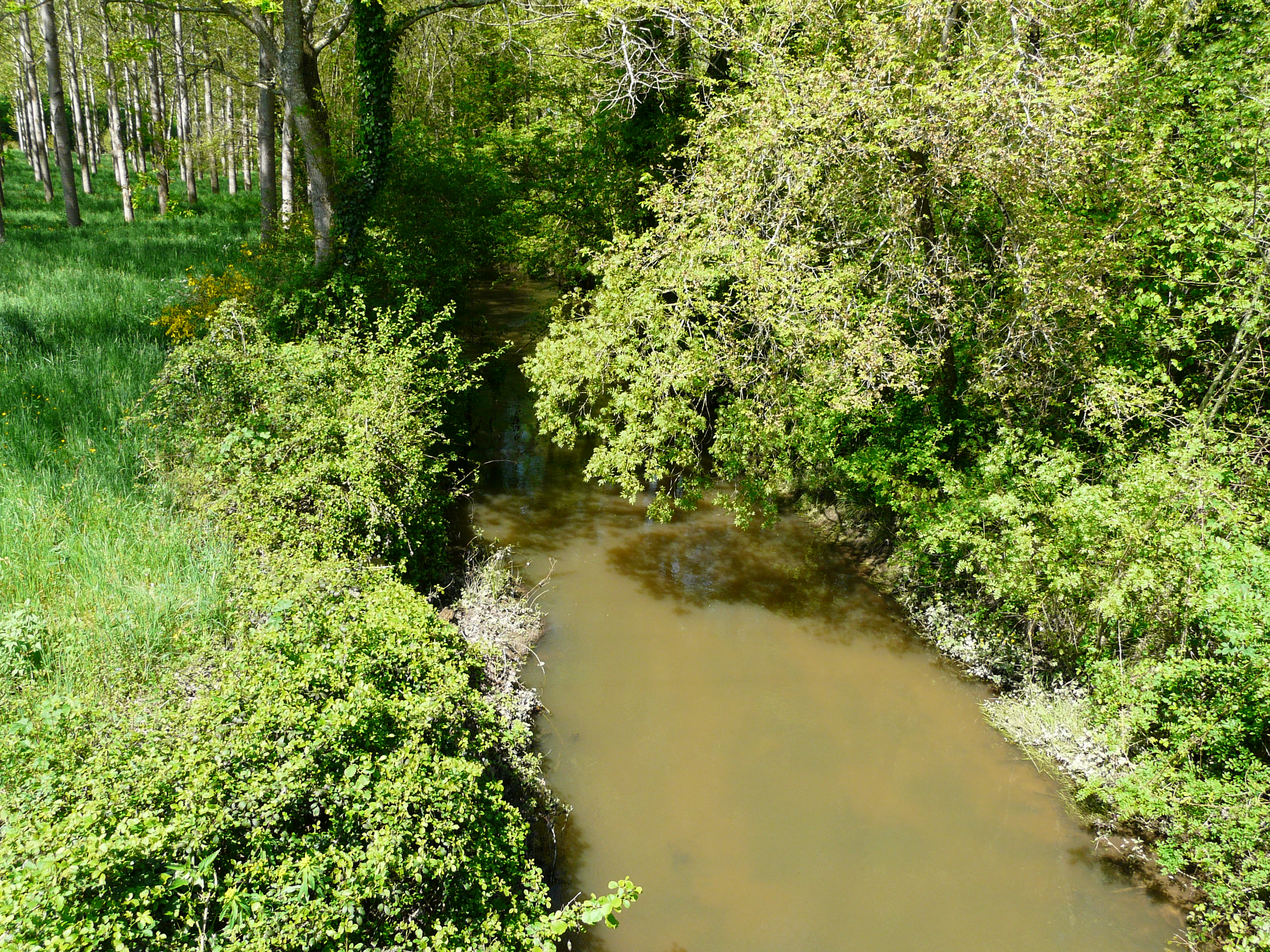
La Rizonne en limite de Vanxains et La Jemaye.
Réseaux hydrographique et routier de Vanxains.

#### Gestion et qualité des eaux
Le territoire communal est couvert par le schéma d'aménagement et de gestion des eaux (SAGE) « Isle - Dronne ». Ce document de planification, dont le territoire regroupe les bassins versants de l'Isle et de la Dronne, d'une superficie de 7 500 km2, a été approuvé le 2 août 2021. La structure porteuse de l'élaboration et de la mise en œuvre est l'établissement public territorial de bassin de la Dordogne (EPIDOR). Il définit sur son territoire les objectifs généraux d’utilisation, de mise en valeur et de protection quantitative et qualitative des ressources en eau superficielle et souterraine, en respect des objectifs de qualité définis dans le troisième SDAGE  du Bassin Adour-Garonne qui couvre la période 2022-2027, approuvé le 10 mars 2022.
La qualité des eaux de baignade et des cours d’eau peut être consultée sur un site dédié géré par les agences de l’eau et l’Agence française pour la biodiversité.

### Climat
Pour des articles plus généraux, voir Climat de la Nouvelle-Aquitaine et Climat de la Dordogne.
Historiquement, la commune est exposée à un climat océanique aquitain.  
En 2020, Météo-France publie une typologie des climats de la France métropolitaine dans laquelle la commune est dans une zone de transition entre le climat océanique et le climat océanique altéré et est dans la région climatique  Aquitaine, Gascogne, caractérisée par une pluviométrie abondante au printemps, modérée en automne, un faible ensoleillement au printemps, un été chaud (19,5 °C), des vents faibles, des brouillards fréquents en automne et en hiver et des orages fréquents en été (15 à 20 jours).
Pour la période 1971-2000, la température annuelle moyenne est de 12,5 °C, avec  une amplitude thermique annuelle de 14,9 °C. Le cumul annuel moyen de précipitations est de 935 mm, avec 11,6 jours de précipitations en janvier et 7 jours en juillet. Pour la période 1991-2020, la température moyenne annuelle observée sur la station météorologique la plus proche, située sur la commune de Saint-Martin-de-Ribérac à 6 km à vol d'oiseau, est de 13,5 °C et le cumul annuel moyen de précipitations est de 916,6 mm,. Pour l'avenir, les paramètres climatiques de la commune estimés pour 2050 selon différents scénarios d’émission de gaz à effet de serre sont consultables sur un site dédié publié par Météo-France en novembre 2022.

## Urbanisme

### Typologie
Au 1er janvier 2024, Vanxains est catégorisée commune rurale à habitat très dispersé, selon la nouvelle grille communale de densité à 7 niveaux définie par l'Insee en 2022.
Elle est située hors unité urbaine. Par ailleurs la commune fait partie de l'aire d'attraction de Ribérac, dont elle est une commune de la couronne,. Cette aire, qui regroupe 24 communes, est catégorisée dans les aires de moins de 50 000 habitants,.

### Occupation des sols
L'occupation des sols de la commune, telle qu'elle ressort de la base de données européenne d’occupation biophysique des sols Corine Land Cover (CLC), est marquée par l'importance des territoires agricoles (61,8 % en 2018), en diminution par rapport à 1990 (63,2 %). La répartition détaillée en 2018 est la suivante : forêts (38,1 %), terres arables (29,8 %), zones agricoles hétérogènes (29 %), prairies (2,9 %), milieux à végétation arbustive et/ou herbacée (0,2 %). L'évolution de l’occupation des sols de la commune et de ses infrastructures peut être observée sur les différentes représentations cartographiques du territoire : la carte de Cassini (XVIIIe siècle), la carte d'état-major (1820-1866) et les cartes ou photos aériennes de l'IGN pour la période actuelle (1950 à aujourd'hui).

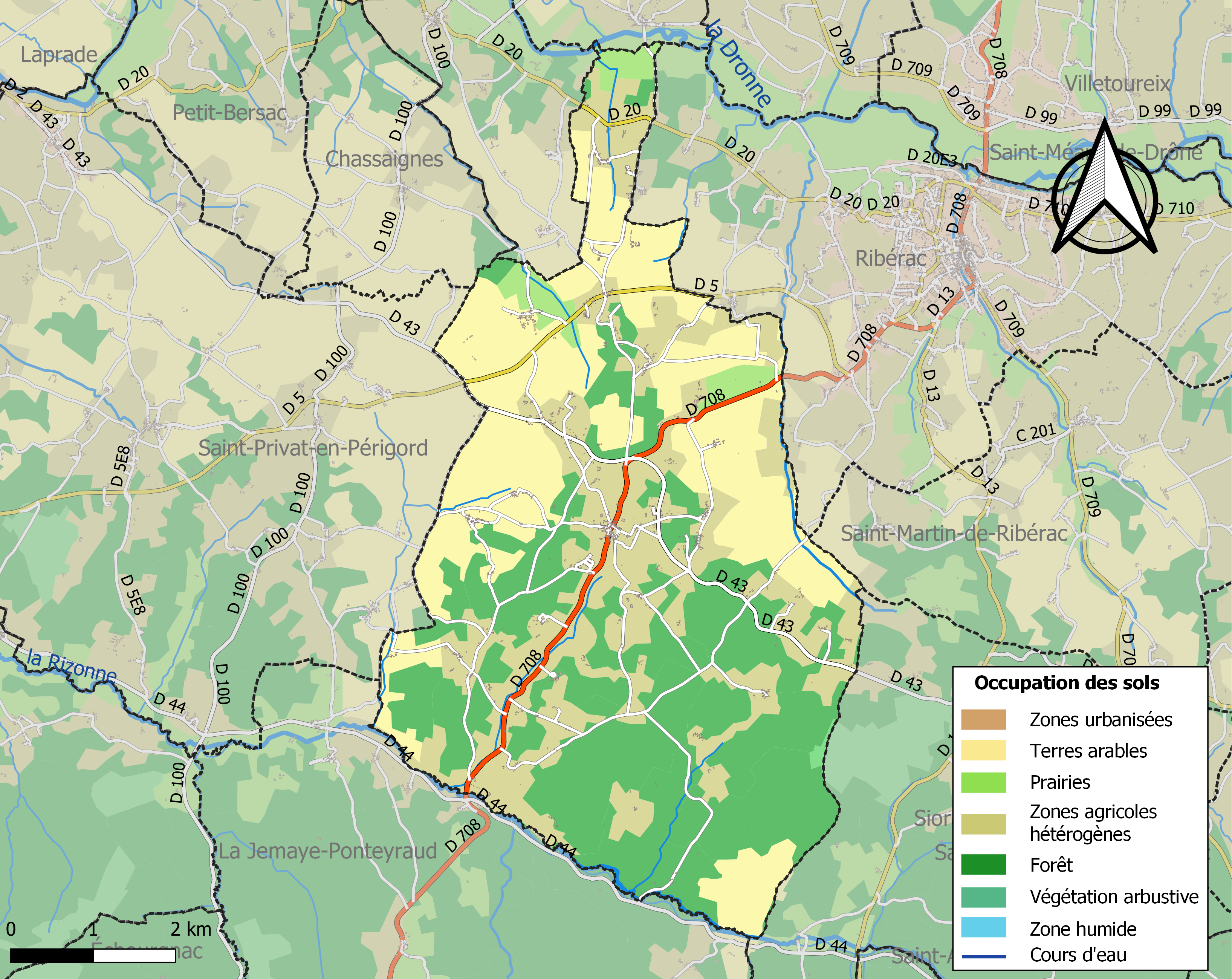
Carte des infrastructures et de l'occupation des sols de la commune en 2018 (CLC).

### Villages, hameaux et lieux-dits
Outre le bourg de Vanxains proprement dit, le territoire se compose d'autres villages ou hameaux, ainsi que de lieux-dits :
- Bas Combas
- le Béarnais
- la Belaudie
- Bellevue
- Bellevue[Note 5]
- la Bénéchie
- les Bergeronnettes
- Boileau
- la Brangelie
- au Cantonnier
- Chambeuil
- Champagnac
- Champagne
- Chancontier
- la Chapelle
- le Château d'Éloi
- chez Boget
- chez Charbonnaud
- chez Galamard
- chez Grassiot
- chez Grimaud
- chez Jean Gros
- chez Louis
- chez Moreau
- chez Périer
- chez Portier
- chez Sabrier
- chez Terra
- chez Terrat
- chez Vignas
- Chignac
- le Claud
- Combas
- la Croix des Cigales
- la Croix du Sauvage
- Élie Dubois
- l'Ermitage
- Farges
- Font de Goudenne
- Fouilloux
- les Gendies
- la Gilardie
- Goulière
- la Grande Épine
- les Grèzes
- Haut Combas
- l'Héritier
- la Jalerie
- Javerdhat
- Laborie
- Lafarcerie
- Latisonnie
- Leybarnie
- Leygonie
- le Maine
- le Masfauren
- Métairie Basse
- le Moulin de l'Audibertie
- le Moulin de Chignac
- le Moulin de Lavergne
- le Moulin de Souterane
- le Moulin de Tandou
- les Pailles Blanches
- le Pauly
- les Pendants
- la Pervenche
- Petit Périer
- la Petite Épine
- la Petite Virade
- aux Pierres Noires
- les Pierres Noires
- le Pont du Bâtard
- les Prés de Vanxains
- le Puy
- le Régnac
- la Rizonne
- Sarraute
- Seneuil
- les Sions
- le Terme
- Tourette
- Tournepige
- Trenan
- Trompette
- la Tuilerie
- la Tuilière
- le Tuquet
- le Verdier
- Verteillac
- la Virade
- la Vieille Tuilière.

### Prévention des risques
Le territoire de la commune de Vanxains est vulnérable à différents aléas naturels : météorologiques (tempête, orage, neige, grand froid, canicule ou sécheresse), inondations, feux de forêts, mouvements de terrains et séisme (sismicité très faible). Un site publié par le BRGM permet d'évaluer simplement et rapidement les risques d'un bien localisé soit par son adresse soit par le numéro de sa parcelle.
Certaines parties du territoire communal sont susceptibles d’être affectées par le risque d’inondation par débordement de cours d'eau, notamment la Dronne et la Rizonne. La commune a été reconnue en état de catastrophe naturelle au titre des dommages causés par les inondations et coulées de boue survenues en 1982, 1983, 1986 et 1999,.
Vanxains est exposée au risque de feu de forêt. L’arrêté préfectoral du 14 mars 2013 fixe les conditions de pratique des incinérations et de brûlage dans un objectif de réduire le risque de départs d’incendie. À ce titre, des périodes sont déterminées : interdiction totale du 15 février au 15 mai et du 15 juin au 15 octobre, utilisation réglementée du 16 mai au 14 juin et du 16 octobre au 14 février. En septembre 2020, un plan inter-départemental de protection des forêts contre les incendies (PidPFCI) a été adopté pour la période 2019-2029,.

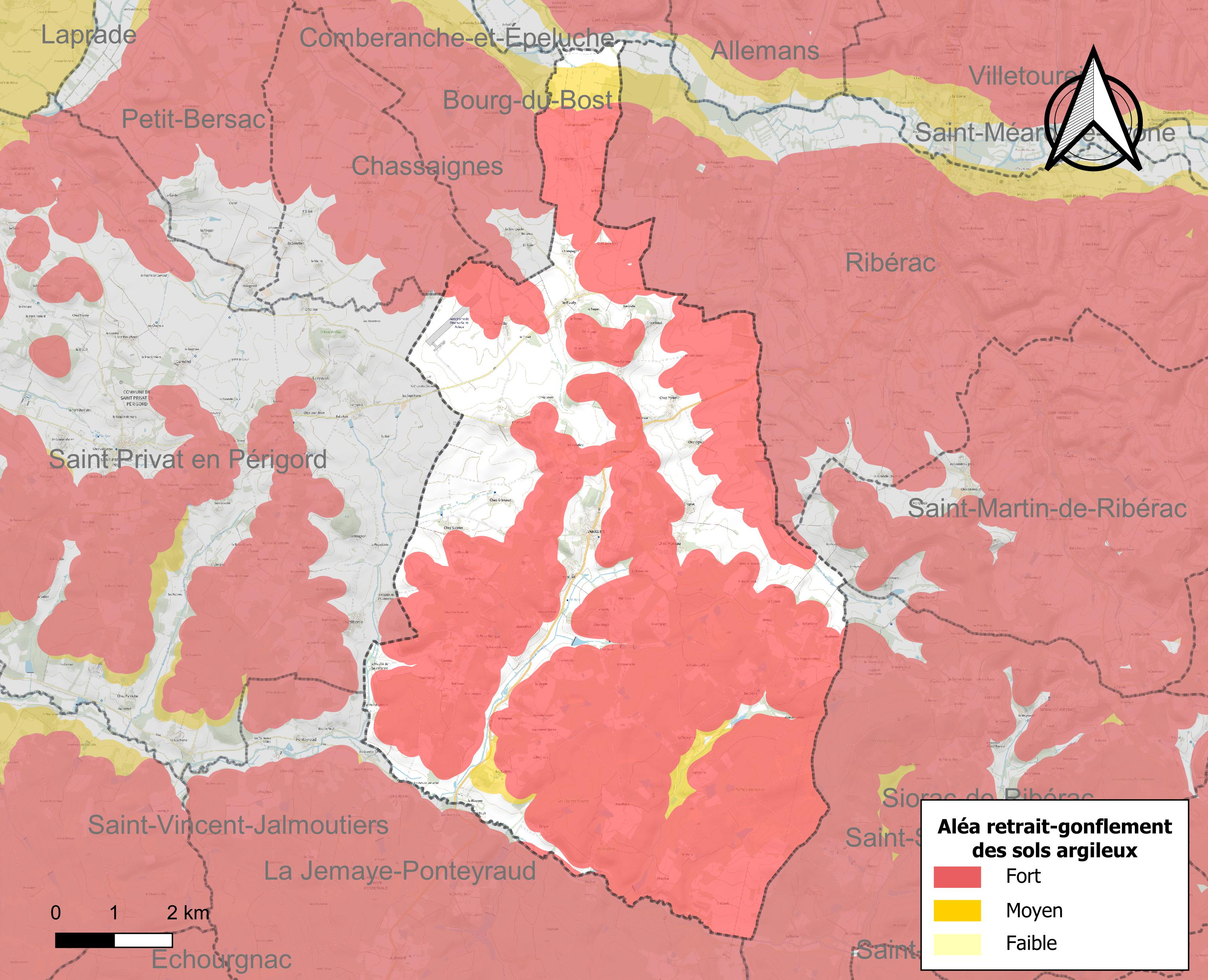
Carte des zones d'aléa retrait-gonflement des sols argileux de Vanxains.

Les mouvements de terrains susceptibles de se produire sur la commune sont des tassements différentiels. Le retrait-gonflement des sols argileux est susceptible d'engendrer des dommages importants aux bâtiments en cas d’alternance de périodes de sécheresse et de pluie. 73,6 % de la superficie communale est en aléa moyen ou fort (58,6 % au niveau départemental et 48,5 % au niveau national métropolitain). Depuis le 1er octobre 2020, en application de la loi ÉLAN, différentes contraintes s'imposent aux vendeurs, maîtres d'ouvrages ou constructeurs de biens situés dans une zone classée en aléa moyen ou fort,.
La commune a été reconnue en état de catastrophe naturelle au titre des dommages causés par la sécheresse en 1992, 1995, 1997, 2003 et 2011 et par des mouvements de terrain en 1999.

## Toponymie
En occitan, la commune porte le nom de Vansens.
Anciennes mentions : Vancenx (1226), Avanxens (pouillé du XIIIe siècle), Avancenxs (1302), Vanssenis (1459), Avantxanchs (1484).

## Histoire
Le 12 octobre 1562, lors des guerres de Religion, l’armée catholique, composée de six compagnies de gens de pied, de cinq compagnies de gens d'armes, de vingt-trois enseignes de Gascons et d'Espagnols, établissait ses bivouacs entre Saint-Aulaye et Vanxains.
Le 20 juin 2022 après 22 h, un violent orage de grêle s'abat sur 36 communes du Ribéracois, touchant particulièrement Ribérac et Vanxains ; les dégâts matériels (toitures, véhicules, etc.) sont très importants et les cultures (blé, maïs, tournesol) ont été hachées.

## Politique et administration

### Administration municipale
La population de la commune étant comprise entre 500 et 1 499 habitants au recensement de 2017, quinze conseillers municipaux ont été élus en 2020,.

### Liste des maires

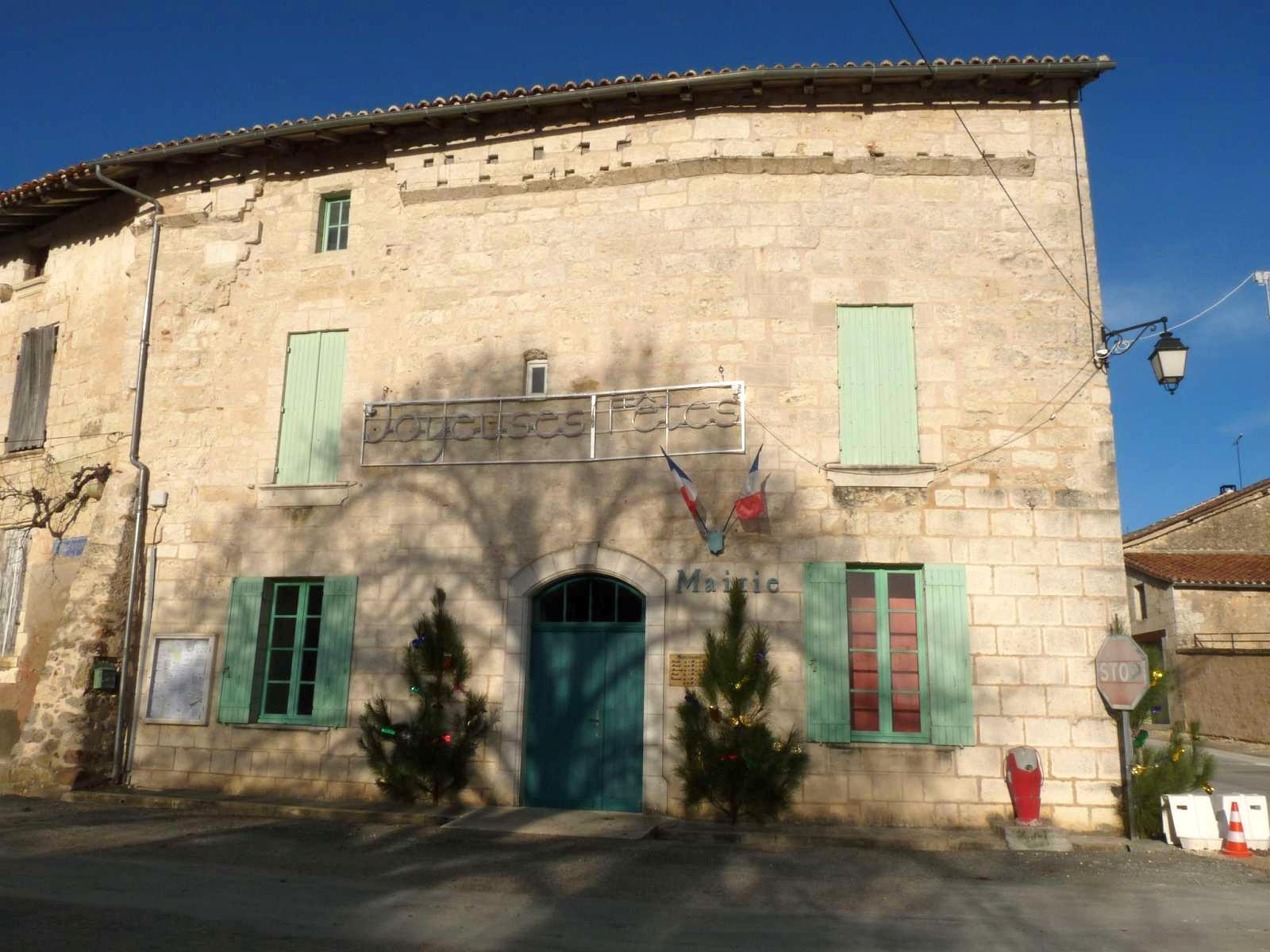
La mairie.

| Période                                  | Période        | Identité                            | Étiquette | Qualité                                      |
| ---------------------------------------- | -------------- | ----------------------------------- | --------- | -------------------------------------------- |
| Les données manquantes sont à compléter. |                |                                     |           |                                              |
|                                          |                |                                     |           |                                              |
| 1804                                     | 1808           | Jean Chatenet-Duvigneaud            |           |                                              |
| 1808                                     | 1811           | François Meynard                    | La Plaine | Avocat, conventionnel, député de la Dordogne |
| 1811                                     | 1815           | Pierre Banaston                     |           |                                              |
| 1815                                     | 1821           | Cezard-Adrien Déauga                |           |                                              |
| 1821                                     | 1822           | Sicaire-Adolphe Dusolier            |           | Secrétaire de mairie                         |
| 1822                                     | 1824           | Mathieu Cheyrade                    |           |                                              |
| 1824                                     | février 1825   | André-Isaac Gréen de Saint-Marsault |           | Maire de Parcoul                             |
| février 1825                             | mars 1830      | Sicaire-Adolphe Dusolier            |           | Secrétaire de mairie                         |
| mars 1830                                | octobre 1830   | B. de Meynard                       |           |                                              |
| octobre 1830                             | décembre 1840  | Jean-Baptiste Léonardon             |           |                                              |
| décembre 1840                            | décembre 1865  | Martin Courcelle-Labrousse          |           |                                              |
| décembre 1865                            | septembre 1870 | Joseph Dubut                        |           | Géomètre cantonal                            |
| septembre 1870                           | mars 1872      | Léon Léonardon                      |           | Notaire                                      |
| mars 1872                                | avril 1873     | Raoul du Bois                       |           | Chevalier de la Légion d'honneur             |
| mai 1873                                 | janvier 1878   | Anselme Dubesset-Dufraisse          |           |                                              |
| janvier 1878                             | mai 1884       | Octave Léonardon                    |           | Notaire                                      |
| mai 1884                                 | mars 1902      | Léon Léonardon                      |           | Notaire                                      |
| mars 1902                                |                | Étienne Barbut                      |           | Notaire                                      |
|                                          |                |                                     |           |                                              |
|                                          |                | André Pichon                        |           | Propriétaire                                 |
|                                          |                |                                     |           |                                              |
| 1965                                     | 1995           | René Beaudout                       |           |                                              |
| juin 1995                                | mars 2016      | Gilles Giroux                       | SE        | Notaire                                      |
| mars 2016                                | mai 2020       | Bernard Charazac                    |           |                                              |
| mai 2020                                 | En cours       | Joëlle Saintmartin                  |           |                                              |

## Équipements et services publics

### Justice
En 2023, dans le domaine judiciaire, Vanxains relève : 
- du tribunal judiciaire, du tribunal pour enfants, du conseil de prud'hommes et du tribunal de commerce de Périgueux ;
- du pôle Nationalité du tribunal judiciaire de Périgueux (compétent uniquement dans le domaine de la nationalité) ;
- de la cour d'appel, du tribunal administratif et de la  cour administrative d'appel de Bordeaux.

## Population et société

### Démographie
L'évolution du nombre d'habitants est connue à travers les recensements de la population effectués dans la commune depuis 1793. Pour les communes de moins de 10 000 habitants, une enquête de recensement portant sur toute la population est réalisée tous les cinq ans, les populations de référence des années intermédiaires étant quant à elles estimées par interpolation ou extrapolation. Pour la commune, le premier recensement exhaustif entrant dans le cadre du nouveau dispositif a été réalisé en 2004.

En 2022, la commune comptait 692 habitants, en évolution de −1,7 % par rapport à 2016 (Dordogne : +0,37 %, France hors Mayotte : +2,11 %).
| 1793  | 1800  | 1806  | 1821  | 1831  | 1836  | 1841  | 1846  | 1851  |
| ----- | ----- | ----- | ----- | ----- | ----- | ----- | ----- | ----- |
| 1 815 | 2 030 | 1 774 | 1 937 | 2 010 | 1 859 | 1 867 | 1 929 | 1 967 |

| 1856  | 1861  | 1866  | 1872  | 1876  | 1881  | 1886  | 1891  | 1896  |
| ----- | ----- | ----- | ----- | ----- | ----- | ----- | ----- | ----- |
| 1 834 | 1 779 | 1 660 | 1 593 | 1 602 | 1 626 | 1 625 | 1 477 | 1 404 |

| 1901  | 1906  | 1911  | 1921  | 1926  | 1931 | 1936 | 1946  | 1954 |
| ----- | ----- | ----- | ----- | ----- | ---- | ---- | ----- | ---- |
| 1 364 | 1 381 | 1 280 | 1 075 | 1 041 | 988  | 964  | 1 016 | 872  |

| 1962 | 1968 | 1975 | 1982 | 1990 | 1999 | 2004 | 2006 | 2009 |
| ---- | ---- | ---- | ---- | ---- | ---- | ---- | ---- | ---- |
| 750  | 641  | 556  | 591  | 665  | 665  | 758  | 763  | 736  |

| 2014 | 2019 | 2022 | - | - | - | - | - | - |
| ---- | ---- | ---- | - | - | - | - | - | - |
| 699  | 690  | 692  | - | - | - | - | - | - |

### Manifestations culturelles et festivités
En août, fête des battages (21e édition en 2019).

## Économie

### Emploi
En 2015, parmi la population communale comprise entre 15 et 64 ans, les actifs représentent 301 personnes, soit 42,8 % de la population municipale. Le nombre de chômeurs (cinquante) a fortement augmenté par rapport à 2010 (vingt-huit) et le taux de chômage de cette population active s'établit à 16,7 %.

### Établissements
Au 31 décembre 2015, la commune compte soixante-six établissements, dont vingt-cinq au niveau des commerces, transports ou services, dix-neuf dans l'agriculture, la sylviculture ou la pêche, dix dans la construction, huit relatifs au secteur administratif, à l'enseignement, à la santé ou à l'action sociale, et quatre dans l'industrie.

### Équipements, services et vie locale
Au lieu-dit Seneuil, sur le site de 4,5 hectares d'une ancienne décharge d'enfouissement des déchets, une centrale solaire photovoltaïque doit être mise en service fin juin 2019 ; sa production annuelle de 2,2 MWh représente la consommation électrique équivalente à celle de 840 foyers.

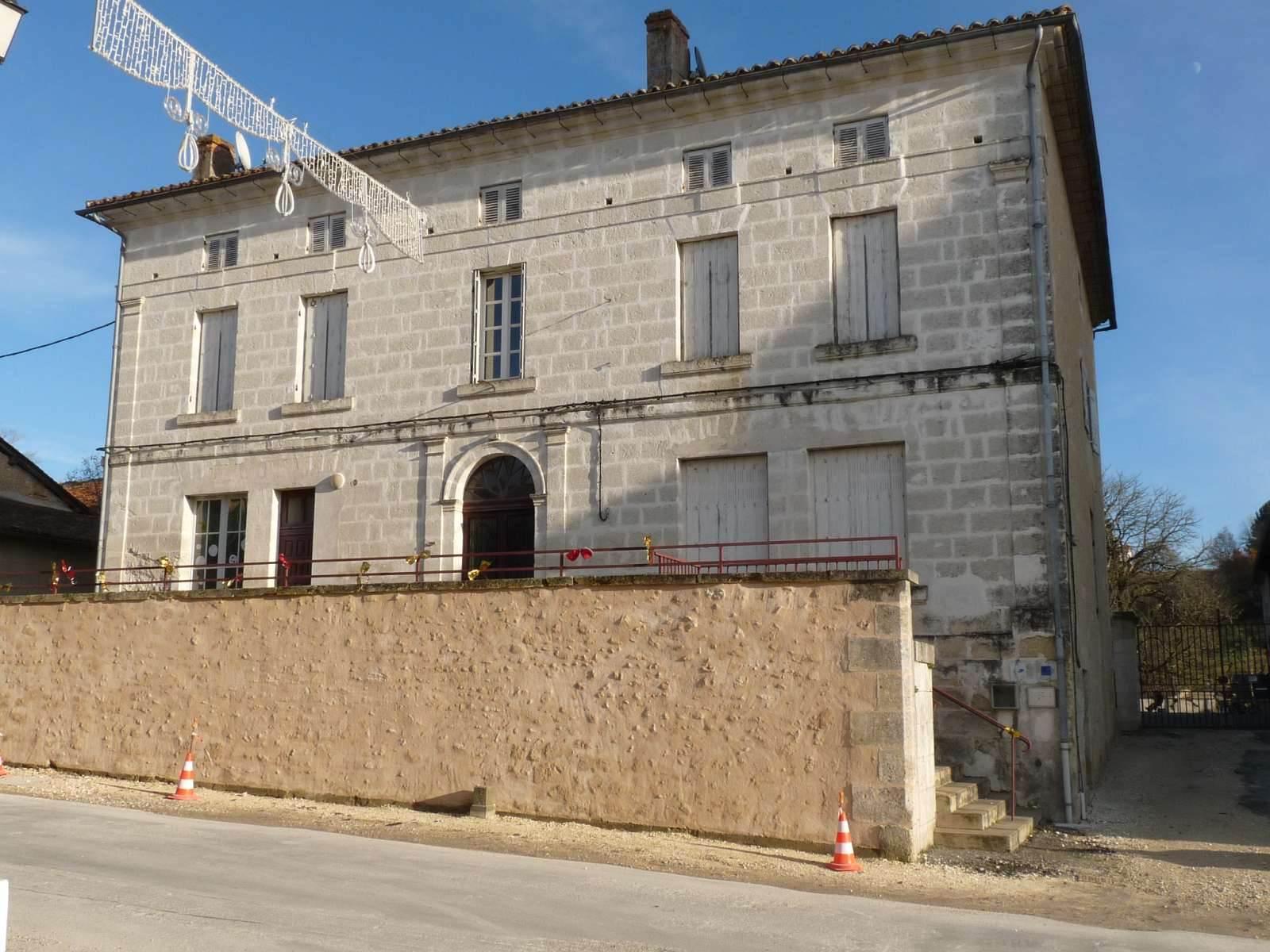
L'école.
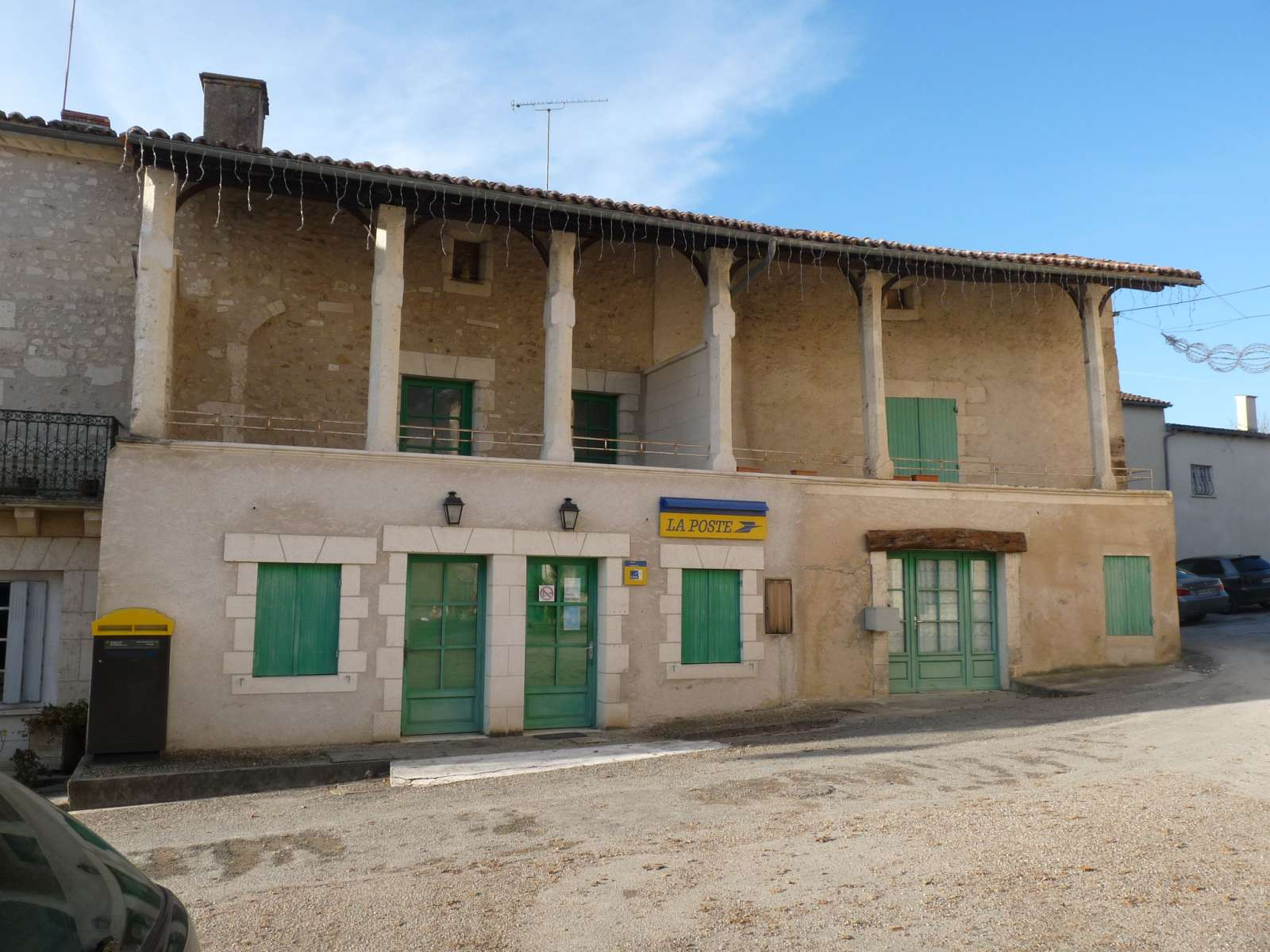
La poste.

## Culture locale et patrimoine

### Lieux et monuments

#### Patrimoine civil
- Château de la Brangelie, XVe et XVIIIe siècles
- Château des Farges, XVe et XVIIIe siècles
- Château Trompette, XIXe siècle
- Maison de Sufferte, au bourg[66]

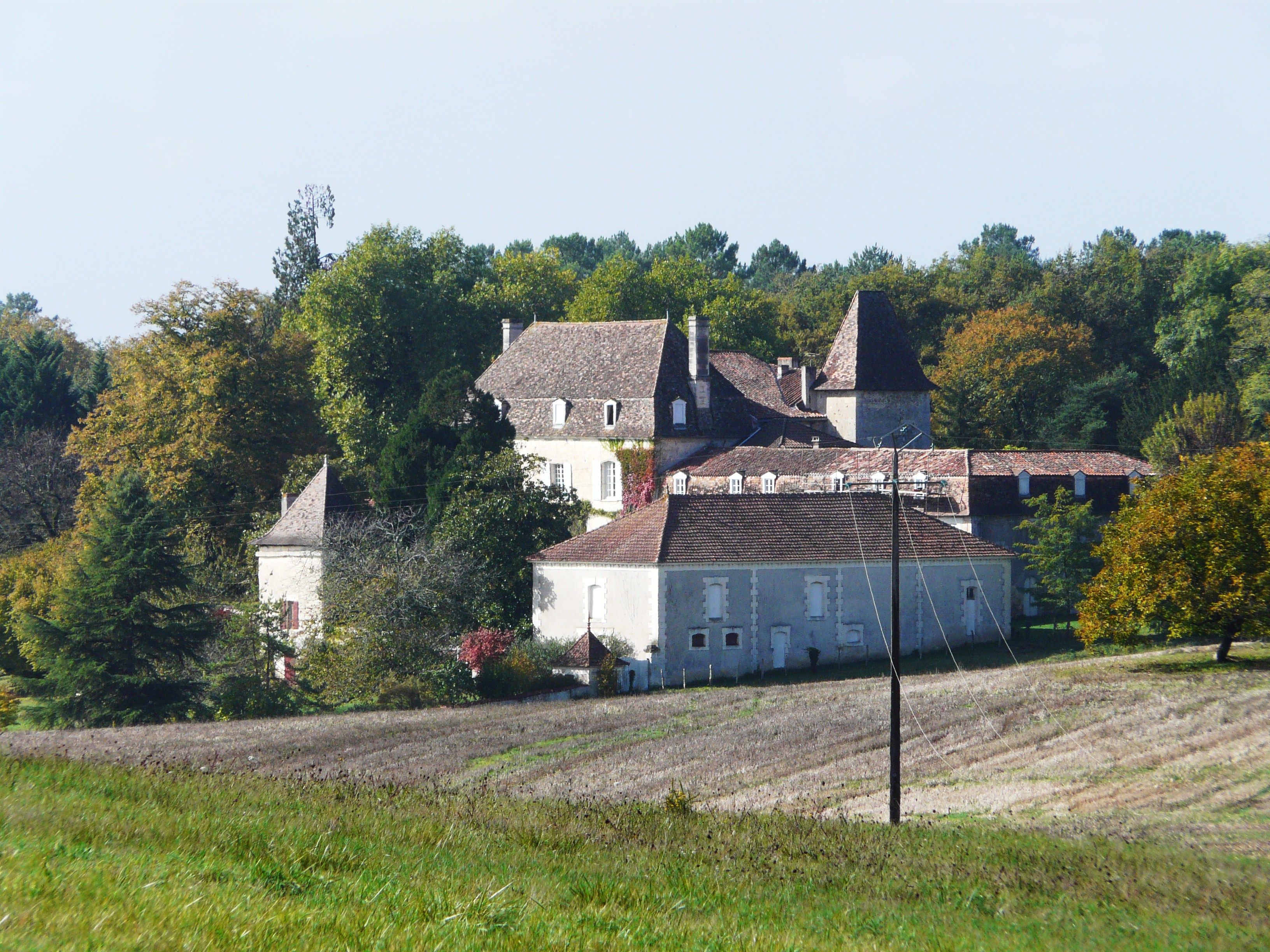
Le château de la Brangelie.
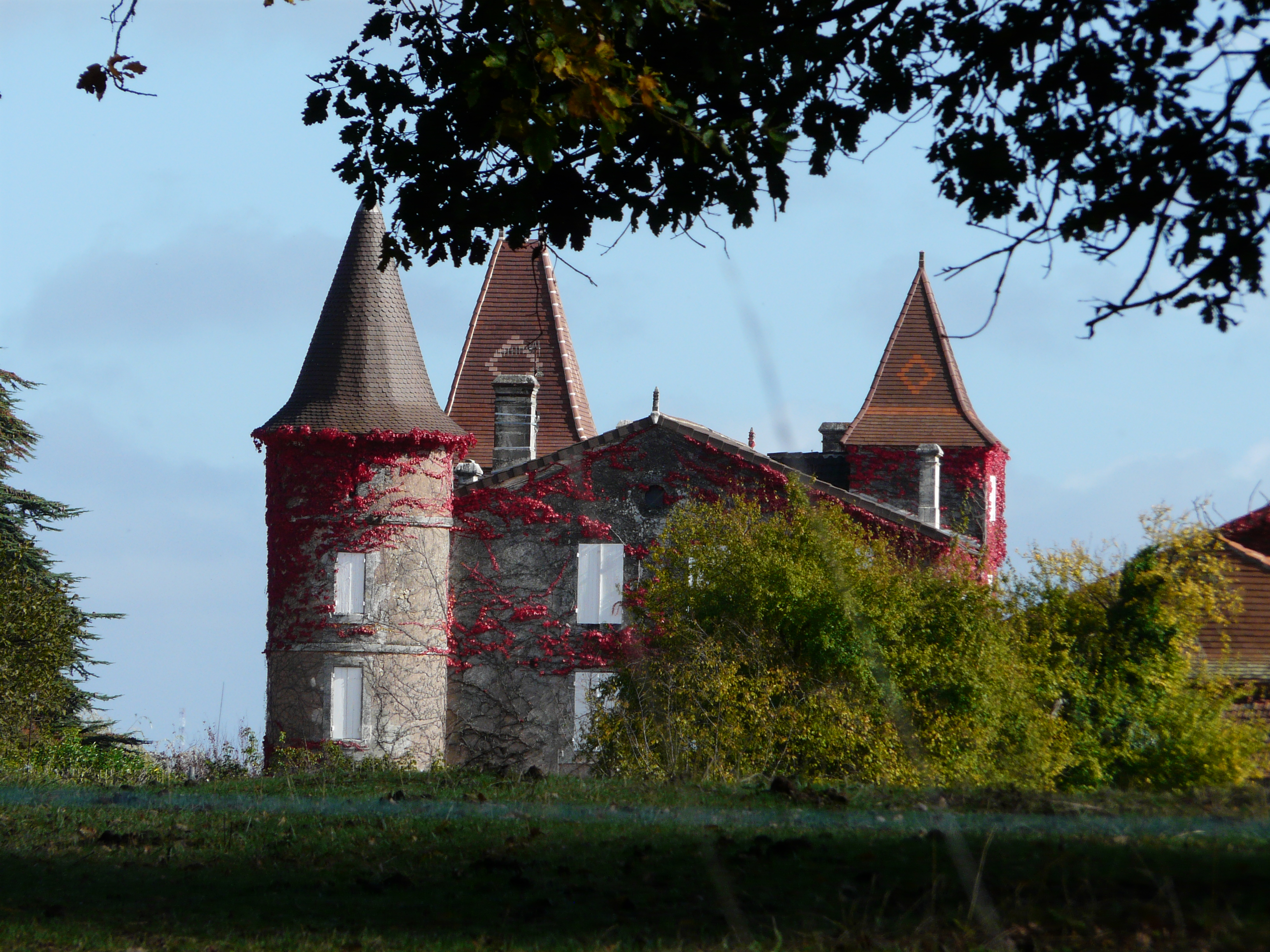
Le château Trompette.
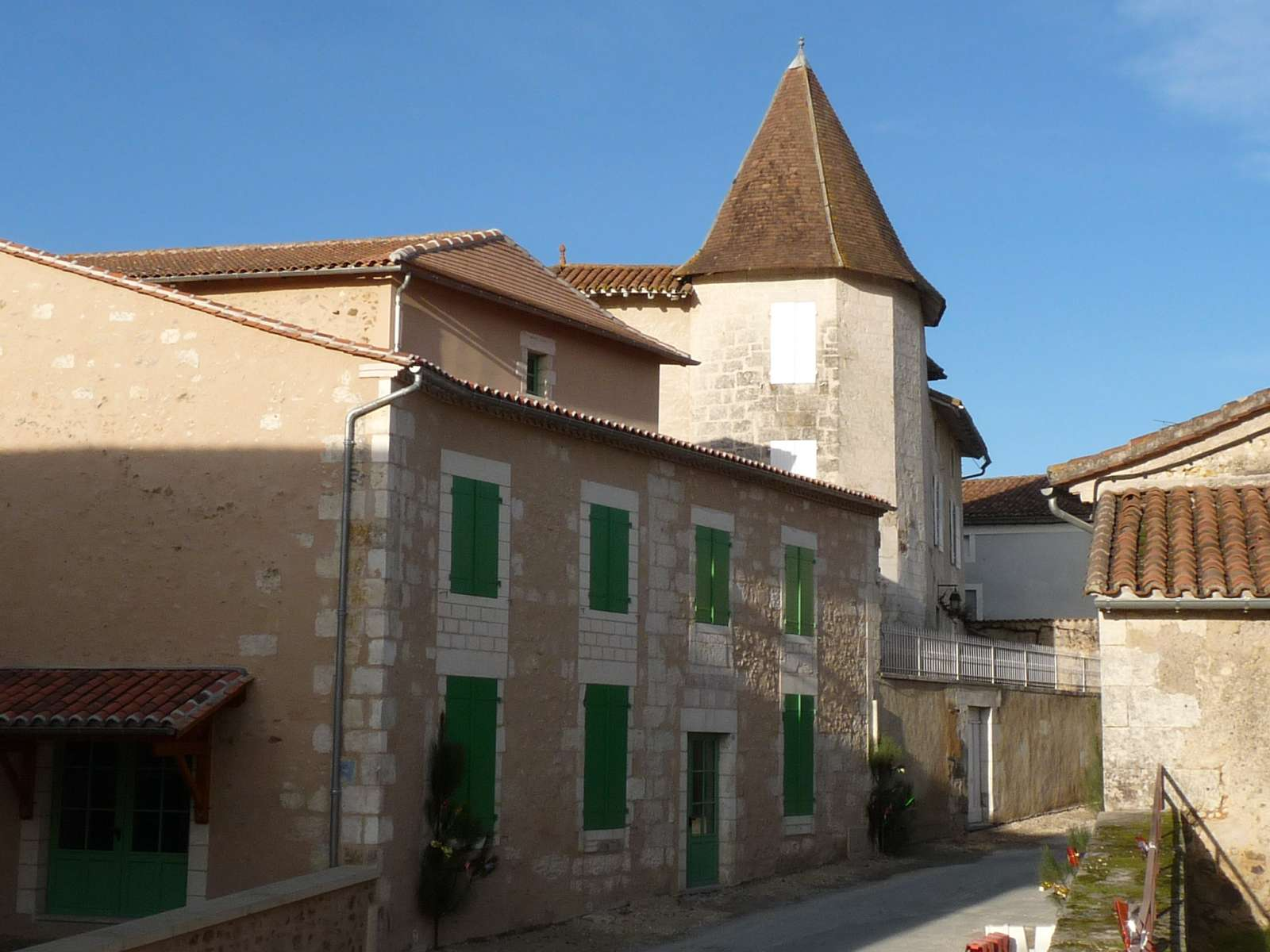
Maison de l'Archiprêtré ou de Sufferte.

#### Patrimoine religieux
- Église paroissiale Notre-Dame, XIIe et XVIe siècles, fortifiée[67], classée monument historique depuis 1908[68].

Église Notre-Dame
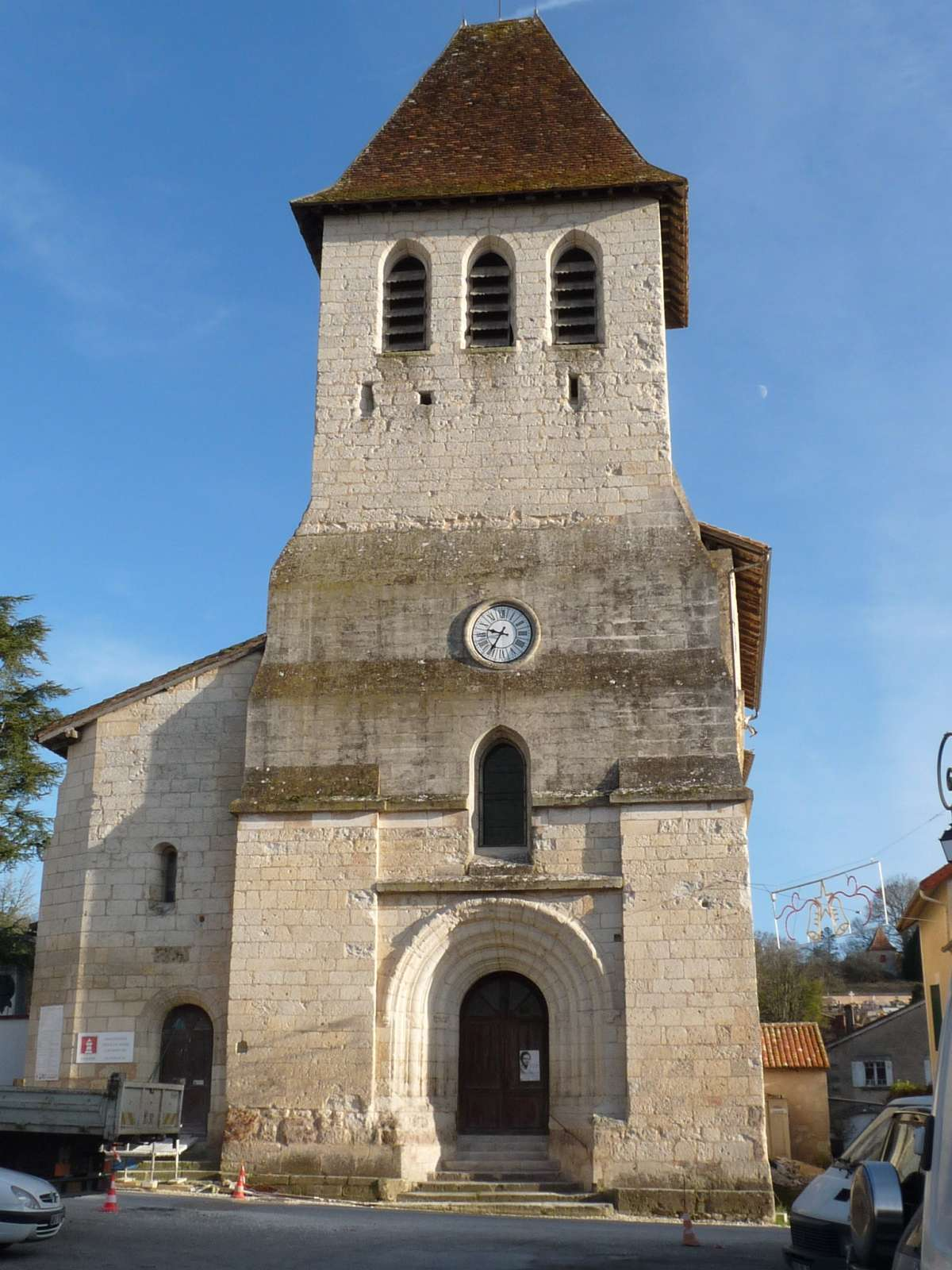
La façade et le clocher.
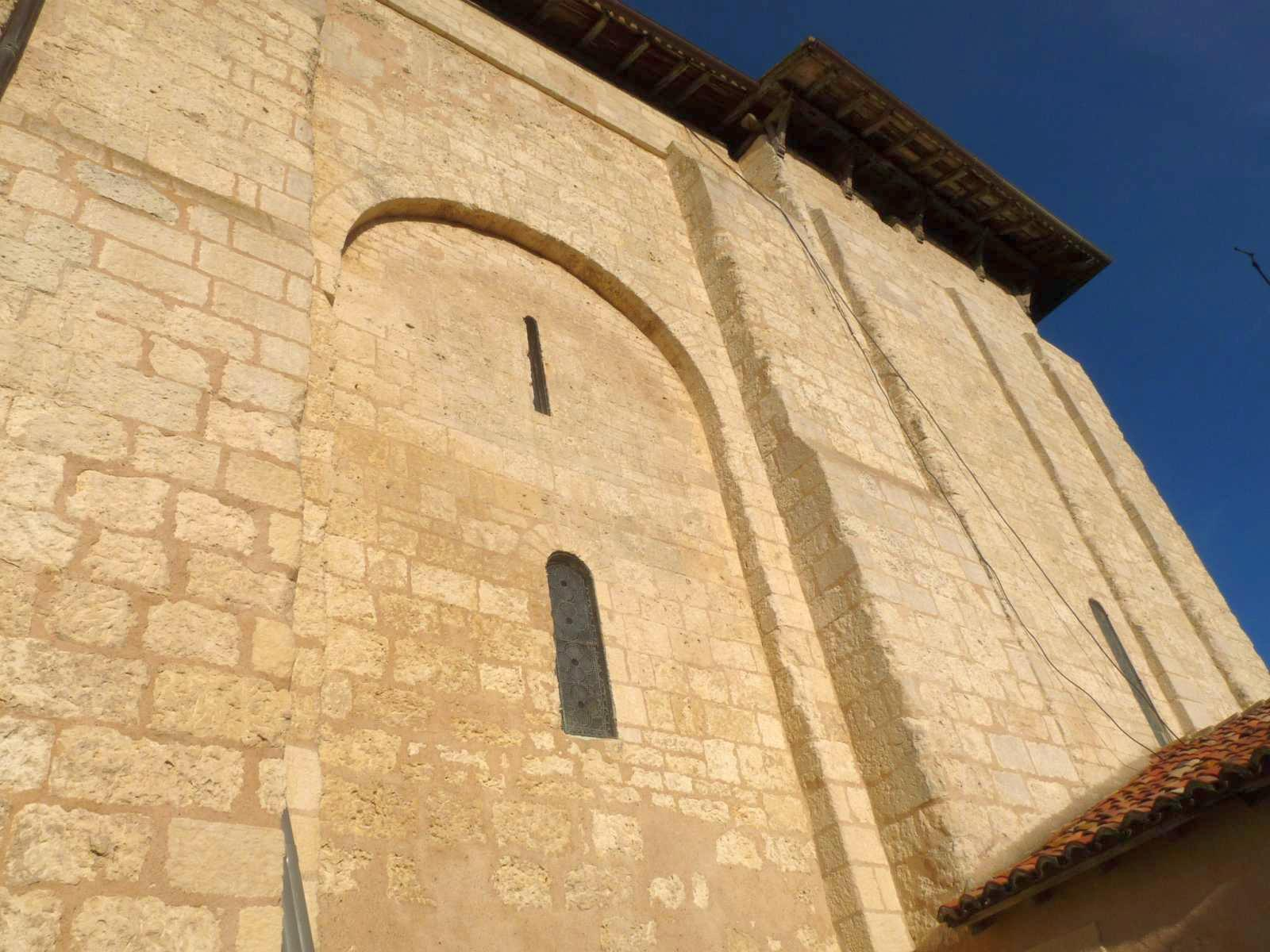
Vue latérale.
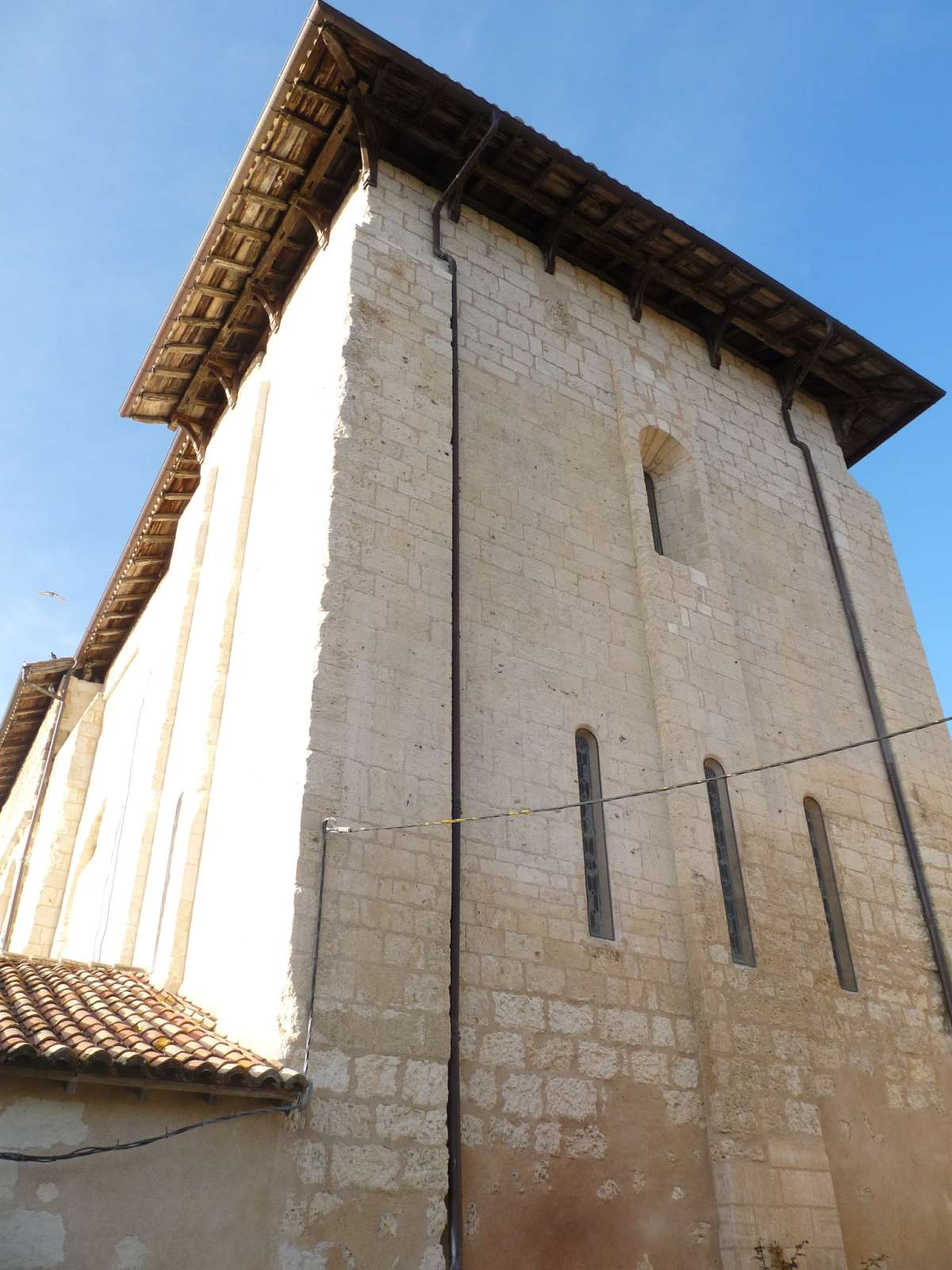
Tour arrière.
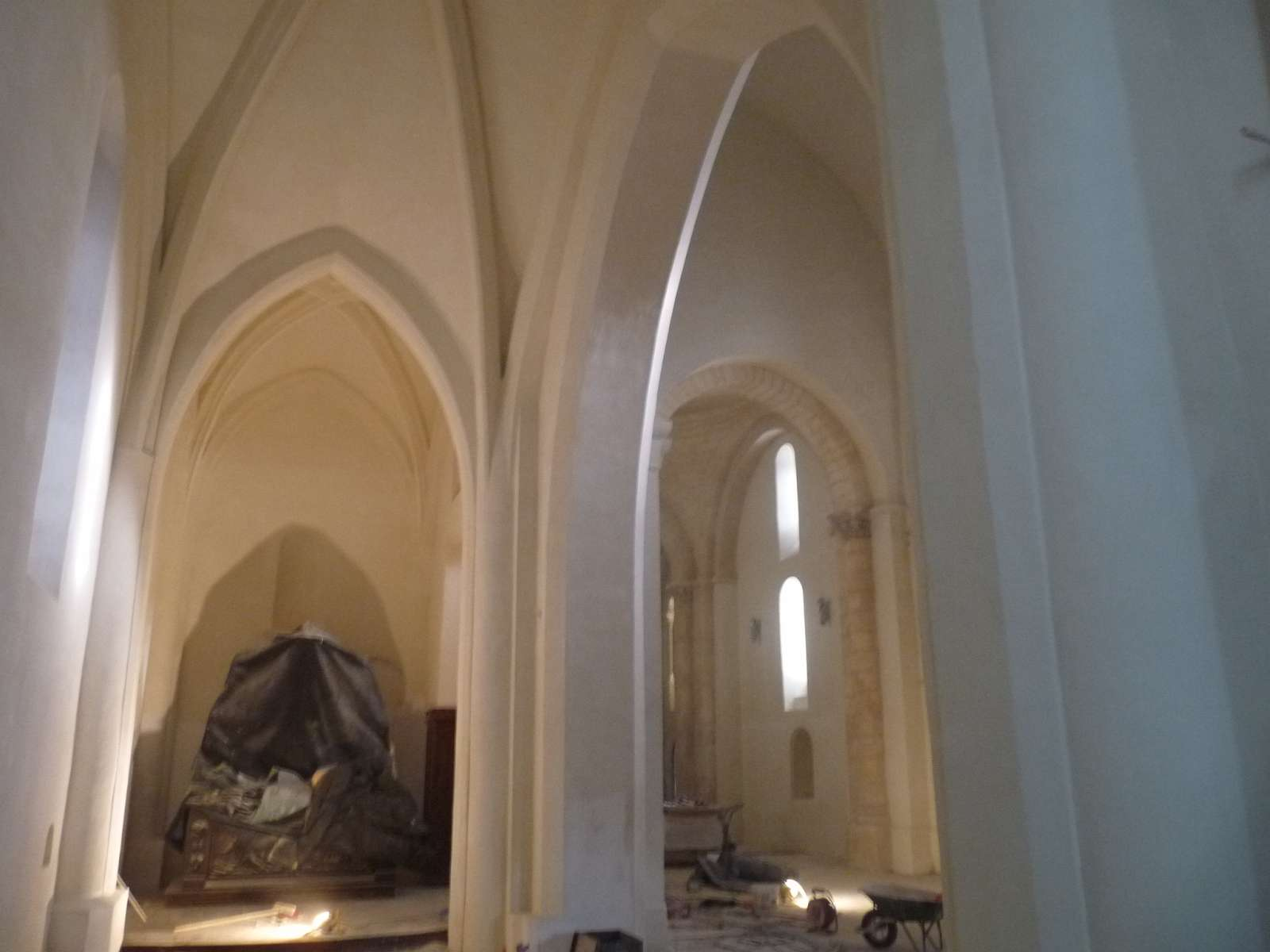
La nef (en cours de restauration).

### Patrimoine naturel
Du fait de sa position dans la forêt de la Double, la commune représente un grand intérêt pour la faune et la flore locales. Des zones de protection y sont donc délimitées.
La vallée de la Rizonne fait partie d'un site considéré comme important par le réseau Natura 2000 pour la conservation d'espèces animales européennes menacées.
On peut notamment y trouver la cistude d'Europe (Emis orbicularis), l'écrevisse à pattes blanches (Austropotamobius pallipes), la loutre (Lutra lutra), le vison (Mustela lutreola), le chabot commun (Cottus gobio) ou encore la lamproie de Planer (Lampetra planeri).
En limite sud, la commune présente une zone naturelle d'intérêt écologique, faunistique et floristique (ZNIEFF) de type 1 : la zone du petit Merlat dans la vallée de la Rizonne, site marécageux à la flore diversifiée,.
Au nord de la commune, la Dronne et ses abords sont à la fois une zone Natura 2000 et une ZNIEFF de type 2,.

### Personnalités liées à la commune
- Clotilde-Suzanne Courcelles de Labrousse, dite Suzanne (ou Suzette) Labrousse (1747-1821), née à Vanxains ; elle aurait fait des prophéties sur l'avenir de la Révolution française.
- Jean-Gustave Courcelle-Seneuil (1813-1892), économiste né à Vanxains

## Pour approfondir